# Mussaenda tristigmatica
Mussaenda tristigmatica là một loài thực vật có hoa trong họ Thiến thảo. Loài này được Cummins mô tả khoa học đầu tiên năm 1898.